# Mateus Shkreta
Mateus Shkreta (nacido el 16 de abril de 1994 en Tirana) es un futbolista albanés que juega como delantero y se encuentra sin equipo. En el pasado, jugó en las categoría inferiores del Athletic Club Sparta Praga y el Fotbalový Klub Teplice.